# Soraya Rodríguez
María Soraya Rodríguez Ramos, née le 1er décembre 1963 à Valladolid, est une femme politique espagnole ayant appartenu au Parti socialiste ouvrier espagnol (PSOE) avant de rejoindre Ciudadanos.
Elle est porte-parole du groupe parlementaire socialiste au Congrès des députés entre 2012 et 2014.

## Biographie

### Une avocate des femmes battues
Après l'obtention en 1987 une licence de droit à l'université de Valladolid, elle devient avocate. Entre 1988 et 1990, elle travaille au centre d'accueil des femmes victimes de mauvais traitements de Valladolid. Elle est ensuite professeur à l'école universitaire des relations du travail de la ville, en 1991.
Elle est nommée directrice du centre de la femme de Valladolid en 1994, étant choisie cette même année en tant que secrétaire à l'Organisation de la fédération provinciale du Parti socialiste ouvrier espagnol. Relevée de son poste municipal en 1997, elle obtient l'année suivante un emploi de conseillère juridique dans l'administration locale.

### Du Parlement européen au Congrès des députés
À l'occasion des élections européennes du 13 juin 1999, elle est placée en dixième position sur la liste socialiste de Rosa Díez. Élue au comité fédéral du PSOE en 2000, elle devient en 2002 vice-présidente de la commission parlementaire de l'Agriculture et du Développement rural.
Lors des élections législatives du 14 mars 2004, elle est tête de liste dans la province de Valladolid et se fait élire au Congrès des députés. Elle abandonne son mandat européen le 31 mars et occupe le poste de porte-parole socialiste à la commission parlementaire bicamérale pour l'Union européenne.
Investie tête de liste socialiste à Valladolid aux élections municipales de mai 2007, elle affronte le conservateur Francisco Javier León de la Riva (es), au pouvoir depuis douze ans déjà. Sa liste recueille 71 077 voix, soit 39,04 % des suffrages exprimés et 13 conseillers municipaux sur 29 ; elle a ainsi 16 000 voix de retard sur le Parti populaire (PP), qui conserve une courte majorité absolue de 15 sièges. À l'ouverture de la mandature, elle prend les fonctions de porte-parole du groupe socialiste.

### Un passage par la haute administration
Pour les élections législatives du 12 mars 2008, elle cède la tête de liste de sa circonscription à Jesús Quijano, mais se voit réélue puisque le PSOE obtient deux sièges. Elle est ensuite choisie comme porte-parole à la commission de l'Environnement, de l'Agriculture et de la Pêche, et membre de la députation permanente.
Le 11 juillet 2008, le président du gouvernement José Luis Rodríguez Zapatero la nomme secrétaire d'État à la Coopération internationale au ministère des Affaires étrangères, en remplacement de Leire Pajín. Elle est alors contrainte d'abandonner tous ses mandats électifs.

### Porte-parole au Congrès
Elle est réélue députée de la province de Valladolid, en tête de liste, aux élections législatives anticipées du 20 novembre 2011. Elle est initialement désignée pour le poste de porte-parole socialiste à la commission pour l'Étude du changement climatique. Toutefois, à la suite de l'élection d'Alfredo Pérez Rubalcaba comme secrétaire général du PSOE, elle devient le 14 février 2012 porte-parole du groupe PSOE, étant la première femme à occuper ce poste.
En conséquence du remplacement de Rubalcaba par Pedro Sánchez, elle cède sa place au député de Madrid Antonio Hernando le 9 septembre 2014. Environ six semaines plus tard, le 18 octobre, elle est élue présidente de la commission exécutive régionale du Parti socialiste de Castille-et-León-PSOE (PSCyL-PSOE), un poste purement honorifique, sur proposition du nouveau secrétaire général Luis Tudanca.

### Départ du PSOE
Elle annonce le 6 mars 2019, au lendemain de la dissolution du Congrès des députés, qu'elle quitte le Parti socialiste, pour assumer ses profonds désaccords avec la direction quant à la politique suivie vis-à-vis de l'indépendantisme catalan et dénoncer que la majorité ayant porté Pedro Sánchez au pouvoir soit « une possibilité viable de former une majorité parlementaire raisonnable » après les élections générales anticipées du 28 avril. Quelques semaines plus tôt, elle avait mis en cause la décision du gouvernement d'accepter de nommer un « rapporteur » indépendant à la conférence des partis politiques sur l'avenir de la Catalogne.